# Związek gmin Winnenden
Związek gmin Winnenden – związek gmin (niem. Gemeindeverwaltungsverband) w Niemczech, w kraju związkowym Badenia-Wirtembergia, w rejencji Stuttgart, w regionie Stuttgart, w powiecie Rems-Murr. Siedziba związku znajduje się w mieście Winnenden, przewodniczącym jego jest Bernhard Fritz.
Związek zrzesza jedno miasto i dwie gminy wiejskie:
- Leutenbach, 10 949 mieszkańców, 14,73 km²
- Schwaikheim, 9 345 mieszkańców, 9,22 km²
- Winnenden, miasto, 27 599 mieszkańców, 28,05 km²